# Anemone occidentalis
Anemone occidentalis là một loài thực vật có hoa trong họ Mao lương. Loài này được S.Watson mô tả khoa học đầu tiên năm 1876.

## Hình ảnh

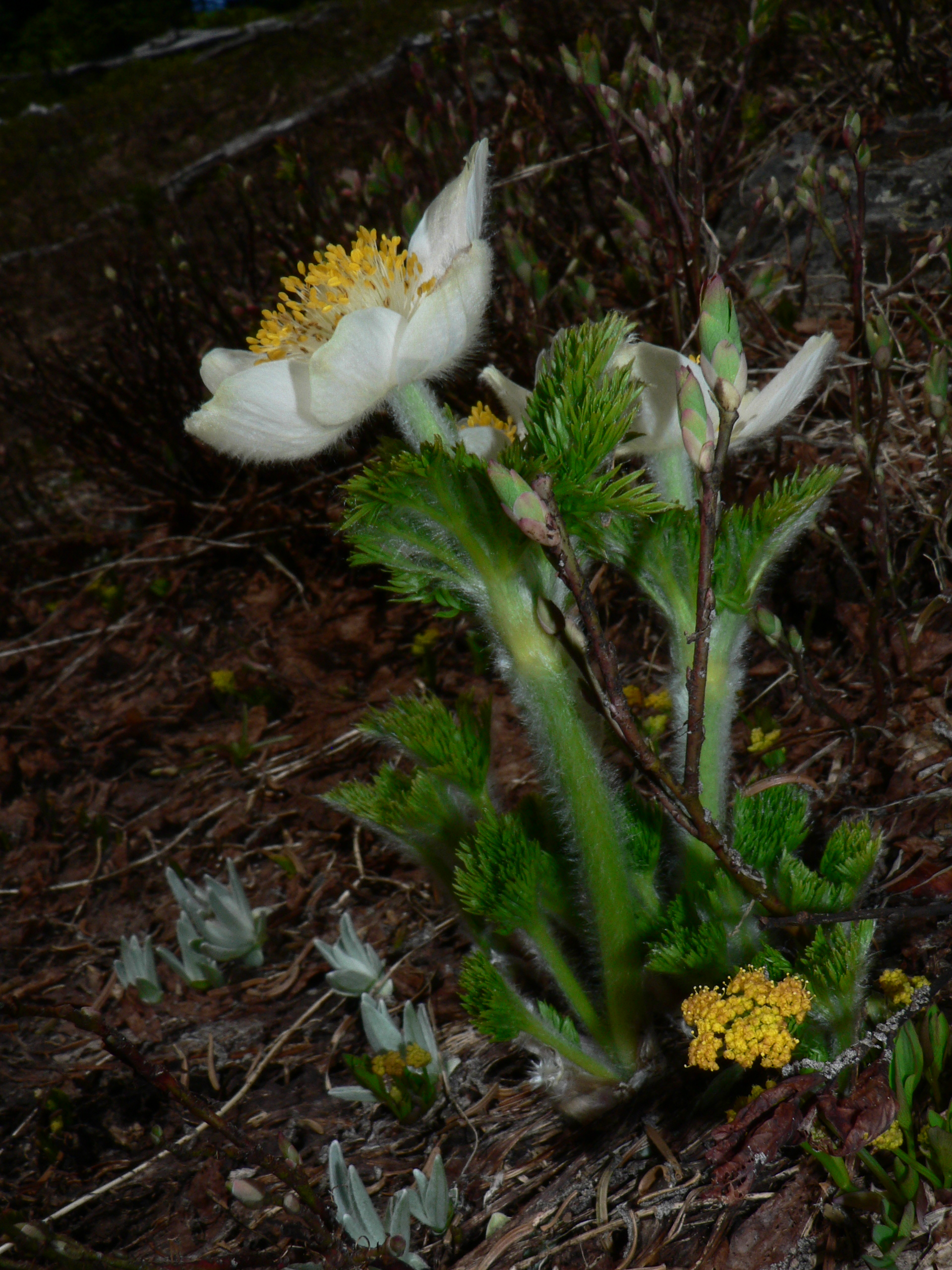
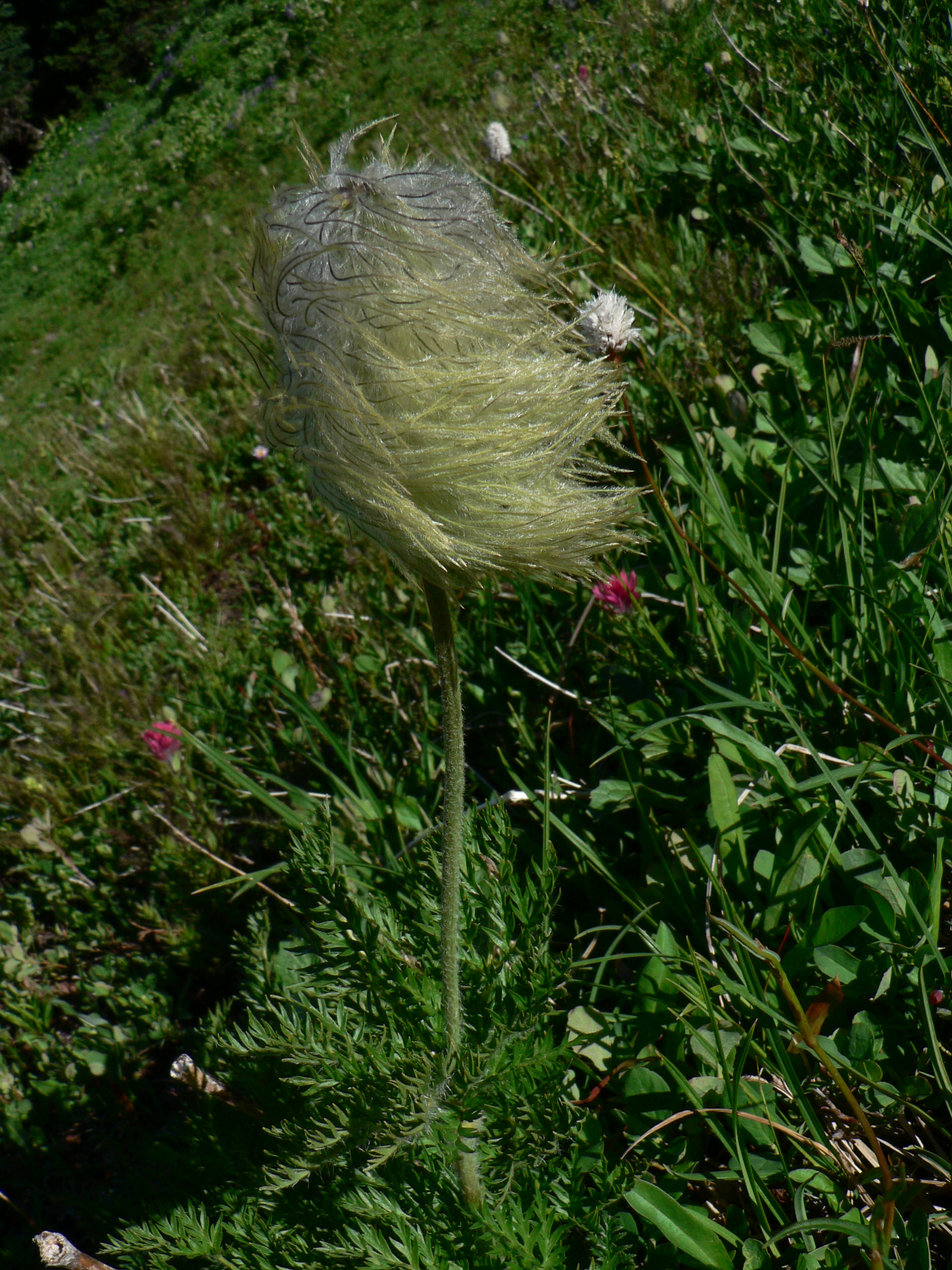
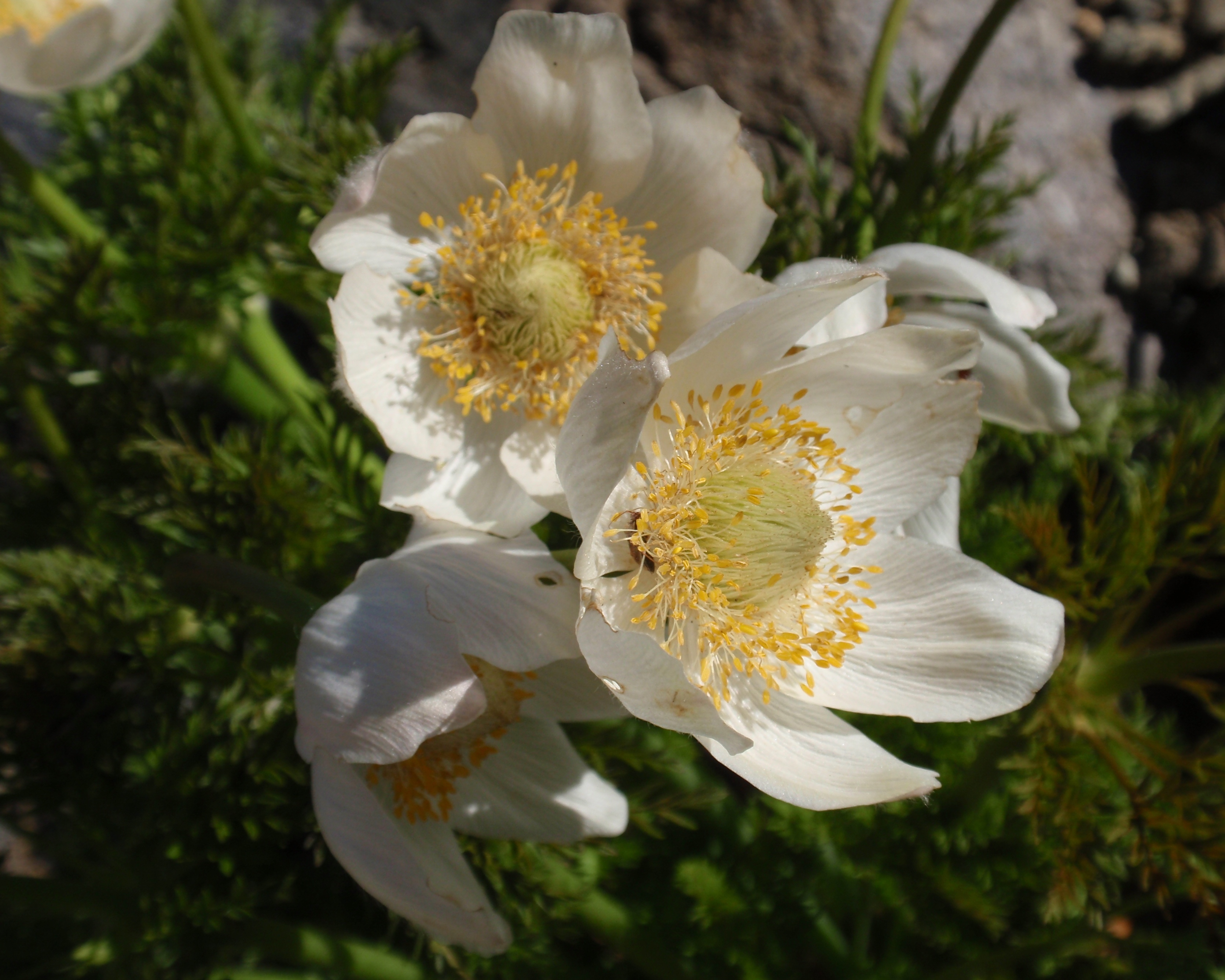
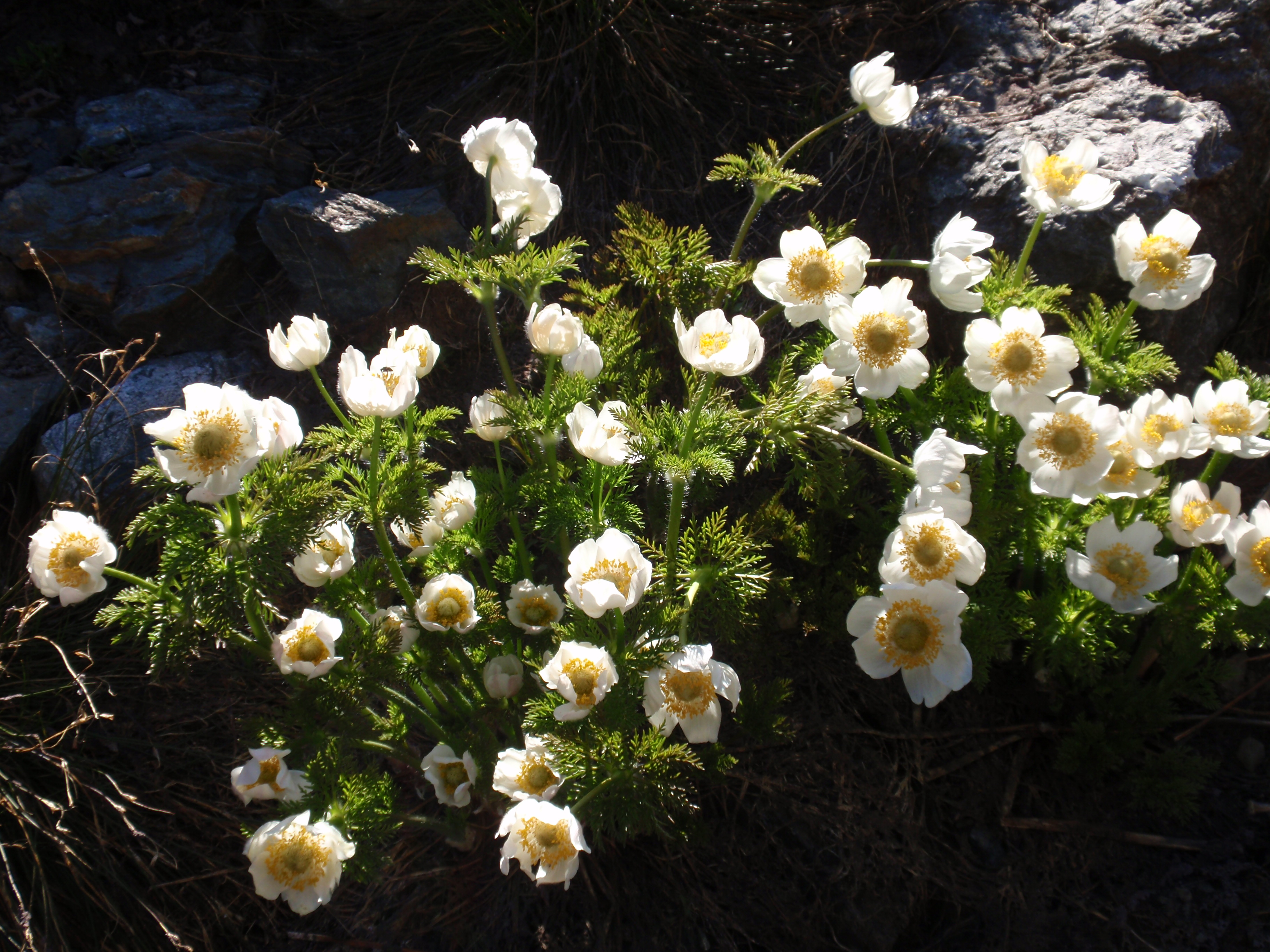